# Šenuda III.

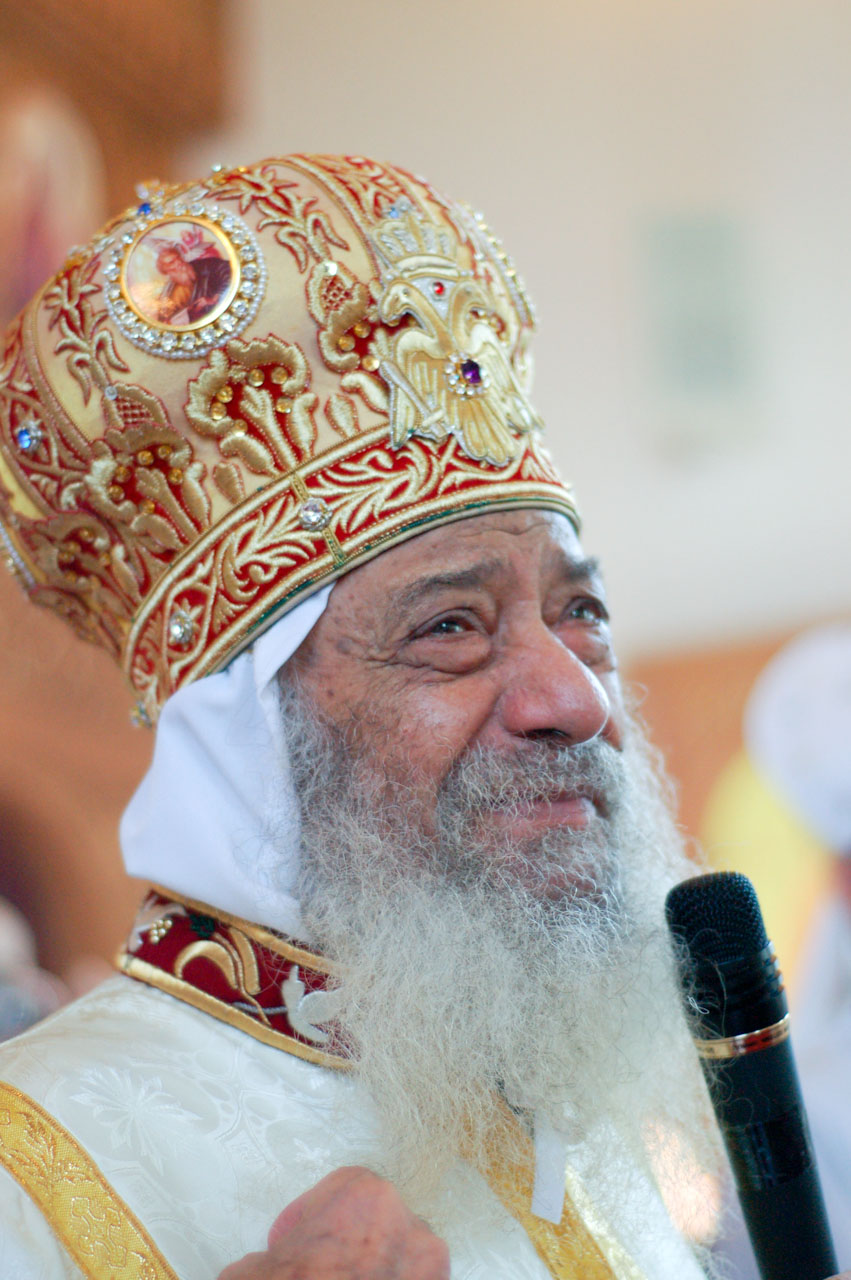
Šenuda III.

Šenuda III. (občanským jménem Nazeer Gayed [nɑˈzˤiːɾ ˈɡæjjed], 3. srpna 1923, Asijút, guv. Asijút, Egypt – 17. března 2012) byl 117. alexandrijský patriarcha a papež Koptské pravoslavné církve. Byl také hlavou Svatého Synodu Koptského pravoslavného patriarchátu alexandrijského.

## Vyznamenání
- řetěz Řádu Nilu – Egypt
- velkostuha Řádu republiky – Egypt
- velkokříž Řádu za zásluhy – Egypt
- velkokříž Řádu etiopské hvězdy – Etiopie
- velkostuha Řádu Šalomounovy pečeti
- velký řetěz Řádu cti – Súdán